# ザ・リアル・グループ
ザ・リアル・グループ（The Real Group）は、スウェーデンのジャズ・アカペラ・グループである。TAKE 6などと並ぶ、世界中におけるアカペラ界の大御所とも呼べる存在のグループであり、日本もたびたび訪問している。2024年に結成40周年を迎えた。

## 概要
スウェーデン王立音楽アカデミーで出会った5名のメンバーで1984年に結成。1987年にアルバム『Debut』でCDデビューし、1995年には米国現代アカペラ協会（CASA）から、アカペラ界の最大の栄誉の1つである「The World's Best Vocal Group」賞を授与されている。2000年には、アルバム『コモンリー・ユニーク』がスウェーデン・グラミー賞（Grammis）のオープンカテゴリー部門で最優秀部門賞を受賞。2002年には、日韓ワールドカップのソウルでのオープニング・セレモニーにおいてパフォーマンスを披露している。
ジャズ系の曲が中心のスタイルでありながら、様々なスタイルの曲を演奏しており、バラードからアップテンポな曲、そしてコミカルな曲や、中にはループステーションという、多重録音機の一種までも活用することもある。中にはマイケル・ジャクソンの「Bad」や、韓国のPSY(サイ)による「江南スタイル」のカバーである「Reindeer Rodeo」などのようなカバー作品も数多い。
海外では、フィンランドのプロ・アカペラ・グループのRajaton (ラヤトン)や、日本においてはジャズ・ボイスパーカッショニスト北村嘉一郎との交流が深く、時折合同でコンサートなどに出演することがある。ラヤトンとは、近年は「LEVELELEVEN」というユニットとしての共演も見られる。

## メンバー
- クララ・フォルナンダー (Clara Fornander) - ソプラノ。在籍期間：2020年〜。
- ヨアンネ・ヌガス (Joanné Nugas) - アルト。在籍期間：2020年〜。
- ヨハネス・リュッケルト・ベッカー (Johannes Rückert Becker) - テナー。在籍期間：2021年〜。
- アクセル・バーンツォン (Axel Berntzon) - バリトン。在籍期間：2021年〜。
- ダニエレ・ディース (Daniele Dees) - バス。在籍期間：2021年〜。。

### 旧メンバー
- マルガリータ・ベンソン (Margareta Bengtson) - ソプラノ。結成時からのメンバー。在籍期間：1984年〜2008年。現在はソロ活動をしている。
- エマ・ニルスドッテル (Emma Nilsdotter) - ソプラノ。在籍期間：2008〜2020年。
- カタリーナ・ヘンリソン (Katarina Henryson) - アルト。結成時からのメンバーでリーダーだった。在籍期間：1984年〜2016年。
- リサ・エステルグレン (Lisa Östergren) - アルト。在籍期間：2016年〜2020年。
- アンダーシュ・エーデンロート (Anders Edenroth) - テナー / ボイスパーカッション。在籍期間：1984年〜2021年。
- ペダー・カールソン (Peder Carlson) - バリトン。結成時からのメンバー。在籍期間：1984年〜2010年。現在はプロデューサー的な役割に専念しているとのこと。
- モーテン・ヴィンサー (Morten Vinther) - バリトン（稀にバスも担当する）。在籍期間：2010年〜2020年。
- アントン・フォースベリー (Anton Forsberg) - バリトン。在籍期間：2020年〜2021年。
- アンダーシュ・ヤルケウス (Anders Jalkéus) - バス。結成時からのメンバーで。在籍期間：1984年〜2015年。自身の出せる最低音はlow-lowG。
- ジャニス・ストランディンス (Jānis Strazdiņš) - バス。在籍期間：2015年〜2021年。

### サポート・メンバー
- ヨハンナ・ニストラム (Johanna Nyström) - ソプラノ。1996年〜2000年及び2006年の一時期、カタリーナとマルガリータの産休中、またマルガリータ脱退後からエマ加入までの間、サポート・メンバーとして代役を務めた。
- カースティン・ルヒド (Kastin Ryhid Lundin) - ソプラノ。2010年〜2012年、エマが産休中にサポート・メンバーとして代役を務めた。

## ディスコグラフィ

### アルバム
- Debut (1987年、Caprice)
- 『ナッシング・バット・ザ・リアル・グループ』 - Nothing But the Real Group (1989年、Caprice)
- Röster (1991年、Caprice)
- Unreal! (1994年、Town Crier) ※コンピレーション
- Ori:ginal (1996年)
- 『ゲット・リアル』 - Get:real (1996年)
- Live in Stockholm (1996年、Town Crier)
- En riktig jul (1997年)
- 『ジャズ・ライヴ』 - Jazz:Live (1997年)
- 『ワン・フォー・オール』 - One for All (1998年)
- 『コモンリー・ユニーク』 - Commonly Unique (2000年)
- 『スタムニング』 - Stämning (2002年、EMI) ※with エリック・エリクソン
- 『リアル・クリスマス』 - Julen er her (2003年)
- 『イン・ザ・ミドル・オブ・ライフ』 - In the Middle of Life (2005年、FMC)
- Håll musiken i gång (2008年、EMI) ※with Sjunger Povel
- 『ザ・リアル・アルバム』 - The Real Album (2009年、Lionheart)
- 『ザ・ワールド・フォー・クリスマス』 - The World for Christmas (2012年、Universal)
- 『ザ・リアル・グループ・ライブ・イン・ジャパン 2013』 - Live in Japan (2013年)
- 『輝くアカペラ・ヴォーカルの軌跡』 - Three Decades Of Vocal Music (2015年)
- 『エレメンツ』 - Elements (2017年)
- 『ザ・リアル・グループ・シングス・ウイズ・キックス&スティックス・ビッグバンド』 - Real Group Sings With Kicks & Sticks Big Band (2018年)

## 来日歴
- 2005年 5月8日 Flamingo the Arusha（大阪市浪速区）、5月12日 代官山UNIT
- 2006年 12月21日 六本木ハリウッドホール
- 2007年 5月26日 愛知・DIAMOND HALL、5月27日 大阪・リサイタルホール、5月28日 東京・オーチャードホール
- 2008年 9月6日 京都・梅小路公園芝生広場（くるり主催　京都音楽博覧会2008 IN 梅小路公園）
- 2012年 5月28日 Billboard Live Tokyoにて2公演
- 2013年 4月3日〜4日 Billboard Live Osakaで計4公演、6〜7日 Billboard Live Tokyoで計4公演。10月2日〜11月14日「民音創立50周年記念 秋の友好ふれあいコンサート」にて来日、東京芸術劇場、パルテノン多摩、大田区民ホールアプリコなどの東京都内18会場にて計19公演
- 2014年　5月29日 Billboard Live Osaka、5月31日・6月3日 Billboard Live Tokyoにて来日公演
- 2019年 10月23日ビルボードライブ大阪、10月25日 ビルボードライブ東京
- 2024年 40周年記念コンサートツアー・イン・ジャパン（8月27日 ビルボードライブ東京、8月28日 ビルボードライブ横浜、8月29日 ビルボードライブ大阪）

※上記の日程以外に、2003年4月のワークショップ&ミニライブでの初来日（渋谷・多作）などが存在する。

## 外部サイト
- 公式ウェブサイト
- ザ・リアル・グループ - Discogs（英語）